# Examnes ponapensis
Examnes ponapensis är en skalbaggsart som beskrevs av J. Linsley Gressitt 1956. Examnes ponapensis ingår i släktet Examnes och familjen långhorningar. Inga underarter finns listade i Catalogue of Life.